# Syntrichia muricata
Syntrichia muricata là một loài rêu trong họ Pottiaceae. Loài này được M. T. Gallego & Cano mô tả khoa học đầu tiên năm 2007.